# FN FAL

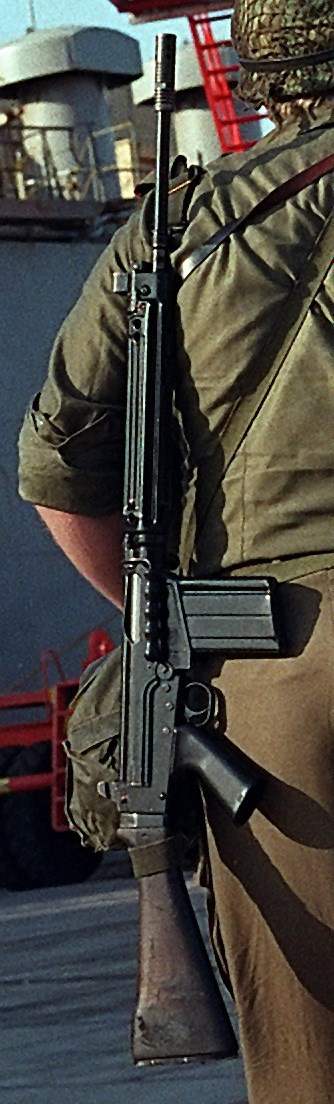
FN FAL

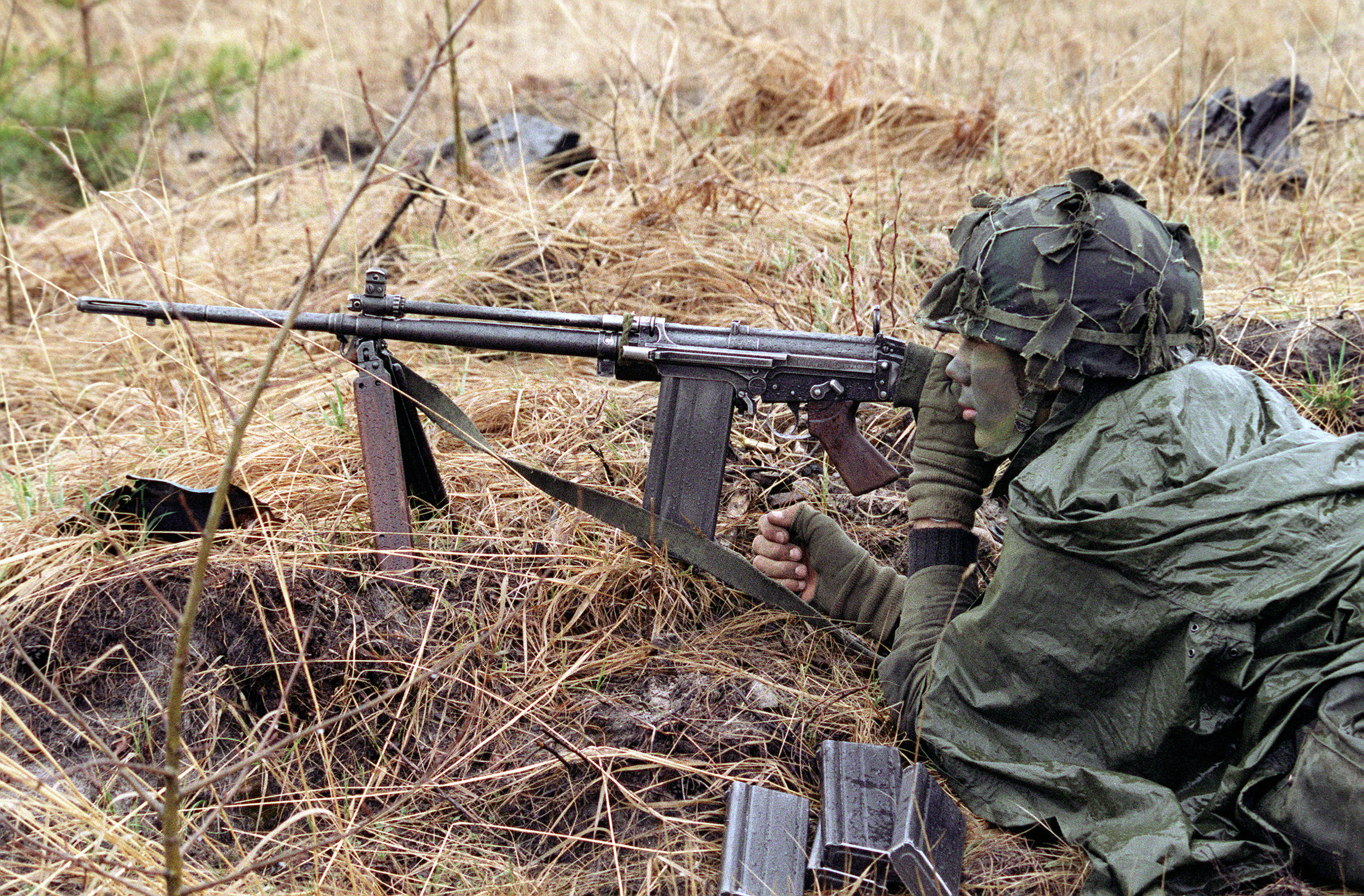
Canadese soldaat met een C2. De C2 is de Canadese versie van de FN FALO, een zware versie van de FN FAL

De FAL (Fusil Automatique Léger) is een licht automatisch wapen, met een kaliber van 7,62 mm.  Alhoewel het in principe een automatisch vuurwapen is kan de veiligheidspal in vredestijd niet op de stand A (automatisch) worden gezet; er kan dan alleen schot per schot mee worden gevuurd (stand F = fire).  In oorlogstijd kan de veiligheidspal worden vervangen door een die wel op stand A kan worden gezet voor automatisch vuren.
Tijdens de koude oorlog werd het wapen veel gebruikt door leden van de Noord-Atlantische Verdragsorganisatie (NAVO). Met het gebruik van het geweer door meer dan 90 landen is het een van de meest gebruikte wapens in de geschiedenis. Het patroon dat het wapen vuurt is het 7,62x51mm NAVO patroon, hoewel het eerst voor het lichtere .280 British patroon ontworpen was. De Britse gemenebest variant van de FAL is onder licentie geproduceerd als de L1A1 Self-loading rifle. Het verschil tussen dit wapen en de originele FAL is dat deze Britse imperiale gebruikt in plaats van het metriek stelsel.

## Geschiedenis
Het wapen werd ontworpen in de jaren 1947-’53 door Dieudonné Saive en Ernest Vervier en beproefd in de koude van Alaska en de moerassen van Panama. Het werd vanaf 1953 geproduceerd door het Belgische FN Herstal en in licentie geproduceerd door Artillerie-Inrichtingen, Steyr, DS Arms in het Verenigd Koninkrijk, Zuid-Afrika, Brazilië, Australië, Canada, Israël, Oostenrijk, Argentinië, Duitsland en India. De FAL werd ook door de Verenigde Staten beproefd als mogelijk infanteriewapen, maar de voorkeur ging uit naar een Amerikaans ontwerp dat is uitgegroeid tot de M14.
De FAL was een commercieel succes en was na de M16 en de AK-47 een van de bekendste en meest verkochte wapens ter wereld. In de jaren 80 werd hij door meer dan 90 landen wereldwijd gebruikt.

## Voorsteunen
De FAL-geweren zijn geleverd met en zonder uitklapbare voorsteunen. In Nederland zijn bij de Koninklijke Landmacht de voorsteunen na 1983 van de FAL verwijderd. Voor de Koninklijke Marine en sommige Koninklijke Luchtmacht-eenheden (zoals de LBE eenheden), die de FAL als persoonlijk wapen hadden, waren er wel voorsteunen bevestigd. Ook de Britse variant van de FAL, de L1A1, bestond met en zonder voorsteunen. De schiethoudingen verschilden daarom per legeronderdeel.
Bij de Luchtmacht Beveiligingseenheid (LBE) was er binnen iedere groep ook een FALO (Fusil Automatique LOurd (zwaar automatisch geweer)). De FALO is een variant van de FAL waarmee zonder modificatie volautomatisch kan worden gevuurd. Hij is voorzien van een dikkere loop, zwaarder voorhout en stevige voorsteunen, waardoor hij geschikt is voor gebruik als licht machinegeweer. De FALO heeft als groepsondersteuningswapen dienst gedaan bij het Korps Mariniers en de Koninklijke Luchtmacht.

## Richtmiddelen

### Infrarood
Op het FAL-geweer was in de periode 1973-1976 in het Nederlands Leger een volledig infraroodsysteem geïmplementeerd. Een IR-schutter had daarvoor een ijzeren kist, waarin een verstraler, IR-kijker, kabels en accu aanwezig waren. De kijker was afgeschermd aan de voorkant om instraling van daglicht te verhinderen. In de kijker zat geen draadkruis, maar een groen verticaal streepje dat als korrel diende. Men kon het systeem actief en passief gebruiken. Bij passief IR wordt alleen de kijker gebruikt zonder de verstraler. Inkomend licht werd door de schutter waargenomen. Voordeel was, dat ontdekking van de schutter onmogelijk was, terwijl in de actieve status de verstraler de plaats van de schutter kon verraden (door IR apparatuur van de vijand). Door deze IR-technologie was men in staat om nauwkeurig doelen te raken bij nacht. Nadeel van de IR-apparatuur was het gewicht, de schadegevoeligheid en het feit dat bij mist of regen het zicht met de infraroodapparatuur slecht was.

### Helderheidsversterker
Later werd er bij de Nederlandse krijgsmacht een helderheidsversterker ingevoerd voor het schieten bij verminderd zicht. Het principe van de helderheidsversterker (officieel bij de Koninklijke Landmacht bekend als "Beeldversterker, nachtzien, type GK4MC") is gebaseerd op het versterken van het restlicht van bijvoorbeeld maan en sterren.

### Schutter Lange Afstand
De Schutter Lange Afstand (SLA) had een telescoop (bij de Koninklijke Landmacht officieel bekend als "Kijker Richt Recht AI62") op de FAL, waarin een onderverdeeld draadkruis te zien was. Door gebruik van telescopische richtmiddelen werd het effectieve nuttige bereik uitgebreid van 500 meter tot 800 meter.  In België bedraagt de doeltreffende dracht van de standaard-FAL, zonder richtkijker, 600 meter.

## Onderhoud

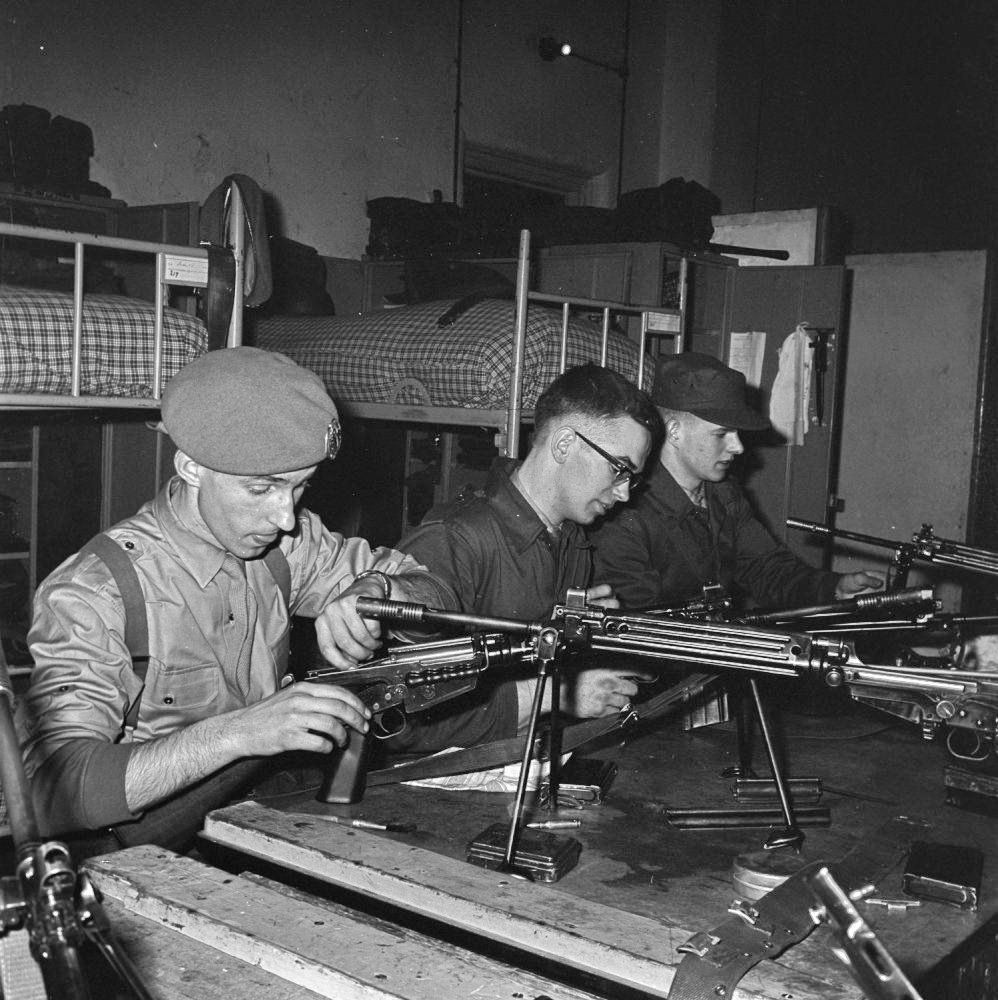
Nederlandse dienstplichtigen maken hun FN FAL schoon tijdens een open dag op de Tapijnkazerne te Maastricht in 1964

Een wapen heeft onderhoud nodig om goed te kunnen werken. Naast behandeling met wapenolie moeten ook kruitresten worden verwijderd. De spangreep en alle bewegende delen moeten vrij zijn van zand en gruis en de gasbuisstang en gasbuis moeten worden gereinigd en licht geolied. In de jaren 70 werd veel aan wapenonderhoud in de Nederlandse kazernes gedaan. Gemiddeld was een soldaat per dag anderhalf uur met wapenonderhoud bezig.
Bij elke FAL kreeg de Nederlandse soldaat ook een metalen onderhoudsdoosje mee met
- reserve slagpin
- buisje wapenolie,
- exercitiepatroon (de huls is dan leeg en er zit ook geen slaghoedje aan),
- terugstootversterker (mondingstop, blankstop) voor het schieten van losse munitie,
- schoonmaakkwastje en een wiskoord.

Het wiskoord bestond uit twee metalen cilindrische onderdelen die konden worden losgedraaid en die verbonden waren met een koord. Aan de ene kant kon een poetsdoekje worden geregen. Hierdoor kon men de loop van het geweer schoonmaken.
In België werd per zes of acht soldaten een poetsstok voorzien om de loop te reinigen.  In het uiteinde van de poetsstok zat een gleuf waardoor een doekje kon worden geregen.  Het voordeel van een poetsstok t.o.v. een wiskoord is dat men er zowel duwende als trekkende bewegingen mee kan doen.

## Richten
Oogdop en vizier zijn in te stellen, waarbij uiteraard met de ballistiek rekening moet worden gehouden.
De ballistische baan van de FAL-kogel bereikt op ca. 300 m het hoogste punt van de parabool. De baan is uitzonderlijk vlak, het hoogste punt ligt op slechts 10 cm boven het richtpunt.
Dit leidt tot het volgende schietpatroon voor stilstaande doelen:
- tot 100 meter: richtpunt is trefpunt
- tussen 100 en 200 meter: richten op ca. 5 cm onder het doel
- op 300 meter: richten op ca. 10 cm onder het doel.

(Bij een schietschijf waarbij het zwart een doorsnee van ca. 20 cm heeft, dient men op 300 meter dus op de onderrand van het zwart te richten.)
Ballistiek leert dat op afstanden tussen 500 en 600 meter trefpunt weer richtpunt is. Wel moet op deze afstanden veel meer met de windrichting en -snelheid rekening worden gehouden.
Voor bewegende doelen waren er andere richtpunten wegens het "inlopen" van het doel.

## Eigenschappen
- Kaliber: 7,62×51mm NAVO
- Lengte: 1100 mm (990 / 736 mm voor het "Para" model)
- Gewicht: 3,9 kg zonder magazijn, 4,3 kg met vol magazijn (3,75 kg/3,9 kg voor het "Para" model)
- Capaciteit van het magazijn: 20 patronen (30 patronen voor de SAW versies)
- Vuursnelheid: 650-700 patronen per minuut

## Extra onderdelen

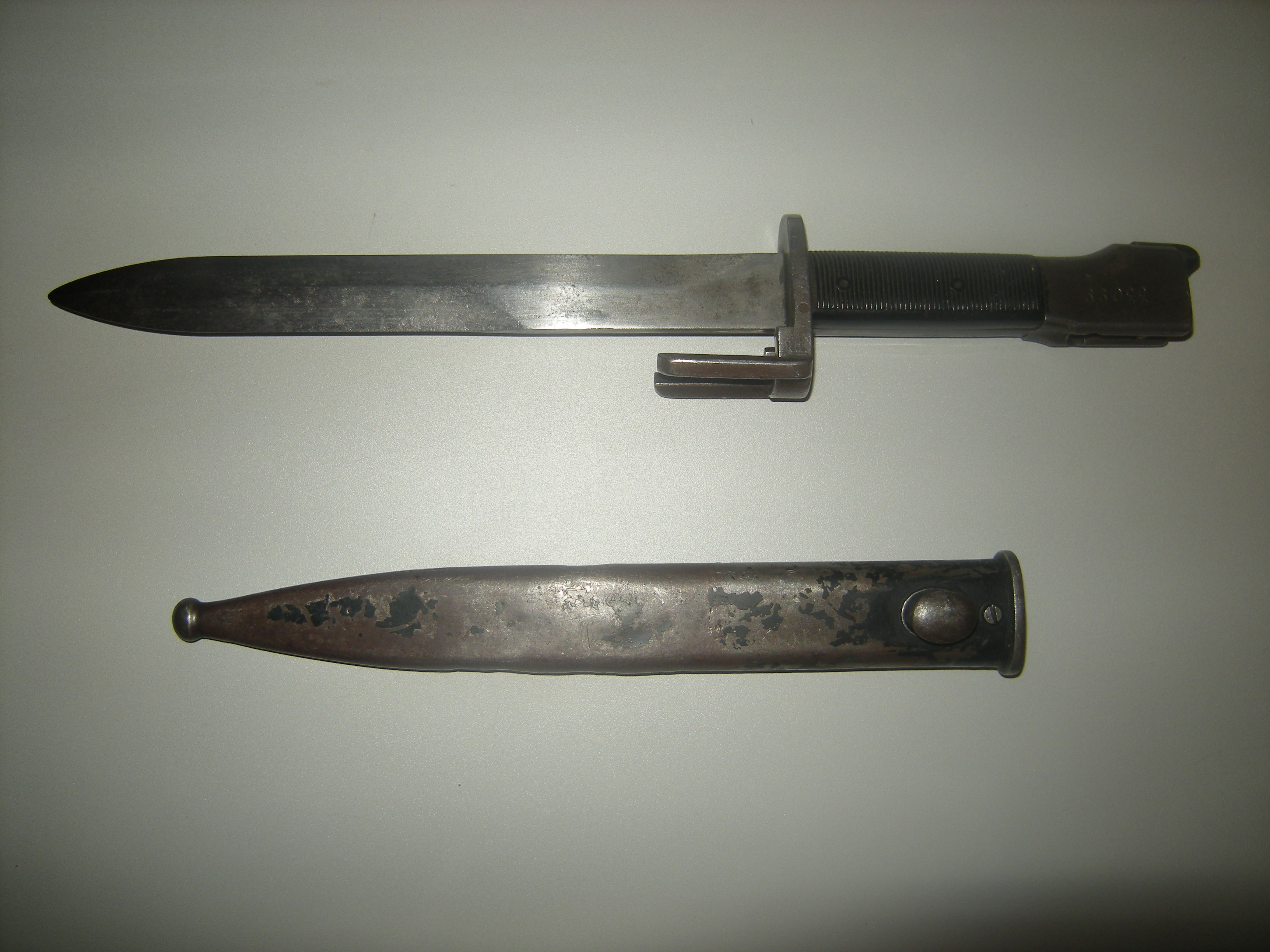
FAL bajonet (type A)

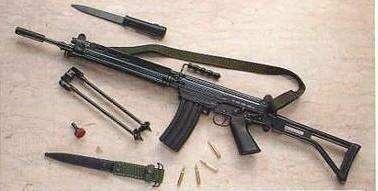
FAL met o.a. rode mondingsstop, bajonet (type C) en bajonetschede

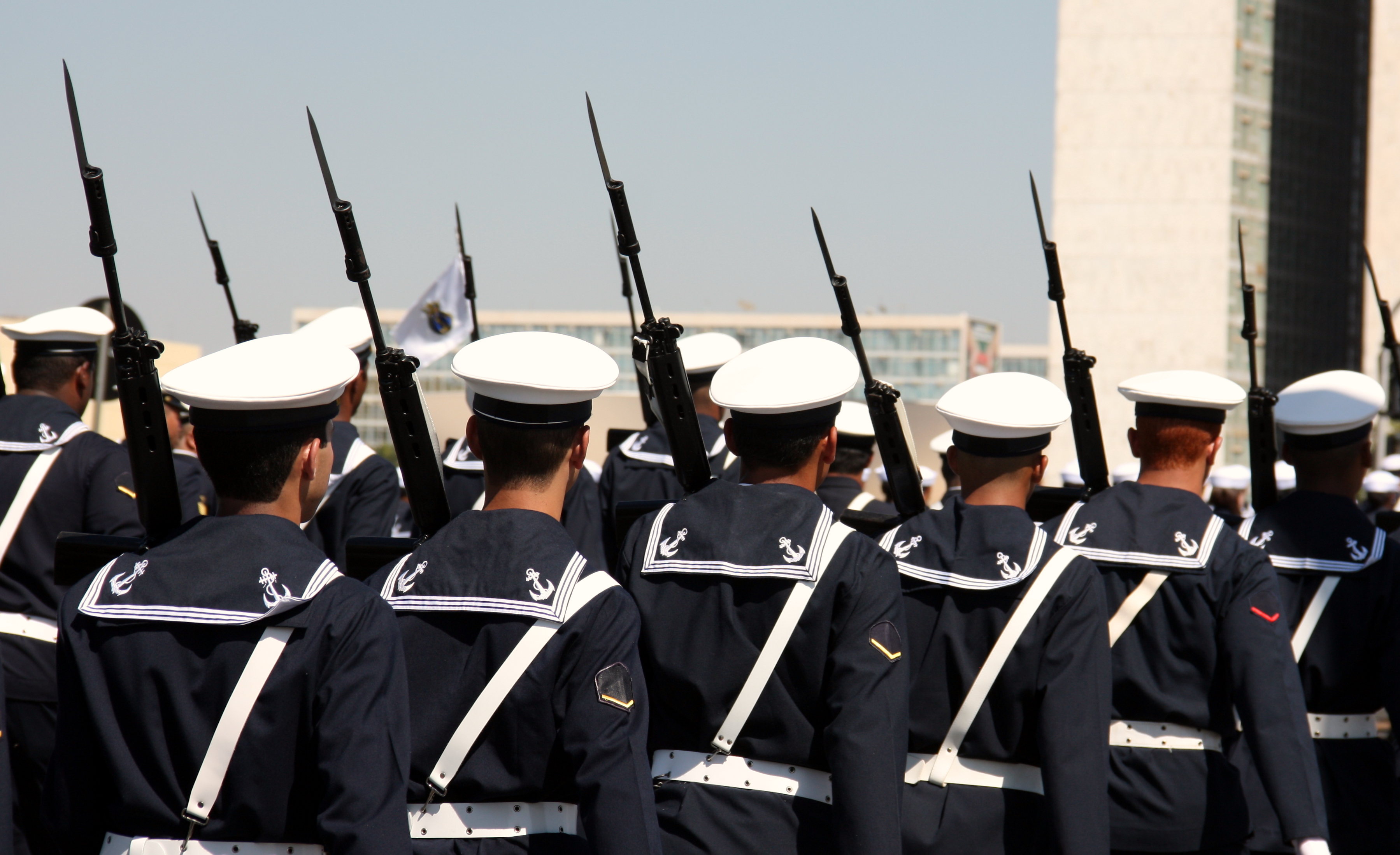
Parade met FALs met geplaatste bajonet (type C)

### Draagriem
- De draagriem werd vastgemaakt aan de eerste en onderste kordonbeugel.

### Rode mondingsstop
- De rode mondingsstop moest op de schiettap annex vlamdemper worden geschroefd en was nodig als terugstootversterker bij gebruik van losse munitie tijdens oefeningen.

### Bajonet
Voor de FN FAL zijn er twee soorten bajonetten.
Voor de eerste modellen die geen mondingsvlamdemper had was er een ‘traditioneel’ model bajonet. Daarvan waren er 2 versies:
- Type A
- Type B met een korter blad en een grotere loopring dan type A.

Toen de NAVO begin jaren '60 standaardiseerde op de 22 mm geweergranaat werden latere FAL-geweren standaard uitgerust met een 22mm schiettap annex vlamdemper. De type A en B bajonetten pasten niet op wapens met een schiettap annex vlamdemper. Daarom werd er een ander soort bajonet ontwikkeld:
- Type C, Dit type had een sokkelbevestiging die past over de schiettap annex vlamdemper. In het holle heft (de “sokkel”) zijn vier sleuven aangebracht die op lijn komen te liggen met de sleuven in de schiettap annex vlamdemper. Het heft was bijna even lang als de kling[8]. Een eenvoudige veervergrendeling aan de achterkant van het heft vergrendelde de bajonet op het geweer.[9] De kling[8] had een halfcirkelvormig profiel, vlak aan de bovenzijde en rond aan de onderzijde. Type C was eenvoudig te produceren, en was bij vele krijgsmachten in gebruik (o.a. België en Nederland).[9] De gehele bajonet is gemaakt uit één stuk staal. Het heft en de eerste centimeter van de kling[8] zijn zwart gespoten terwijl de rest van de kling[8] legergroen gefosfateerd is. Latere modellen zijn gegoten. De lengte is 290 mm, waarvan de kling[8] 170 mm lang is.

Voor alle types werd oorspronkelijk een metalen schede gebruikt, later ook kunststof, met bv een webbing lus of een US M1910 ophangbeugel voor bevestiging aan de koppel.
In Nederland werd een schede met een webbing strook met aan het eind een US M1910 ophangbeugel gebruikt. De strook zat met twee klinknagels vast aan de schede, en was voorzien van een riempje met drukknoop om de bajonet op zijn plaats te houden.